# Metagònites
Els metagònites (grec antic: Μεταγωνῖται; llatí: Metagonitae) van ser un poble de Mauritània Tingitana entre el riu Mulucha i les columnes d'Hèrcules (Ceuta). El seu nom probablement està relacionat amb Urbes Metagoniticae (Μεταγωνιτῶν πόλεις, a Polibi) un conjunt d'establiments cartaginesos fundats a la costa per al comerç amb els natius de l'interior i la comunicació amb els pobles d'Hispània, establiments que descriu Escílax de Carianda.